# روز کانادا
روز کانادا نام روز ملی کشور کانادا است که در تمامی استان‌های آن کشور به عنوان تعطیل رسمی شناخته شده‌است. این روز سالگرد تصویب قانون بریتانیایی آمریکای شمالی در تاریخ اول ژوئیه سال ۱۸۶۷ است که به موجب آن قانون دو مستعمره و یک استان سابق امپراطوری بریتانیا متحد گردیدند و تشکیل کشوری بنام کانادا را دادند. این مناسبت هر ساله در روز اول ماه ژوئیه در سراسر کانادا و از سوی کانادایی‌ها، در سراسر جهان جشن گرفته می‌شود. 

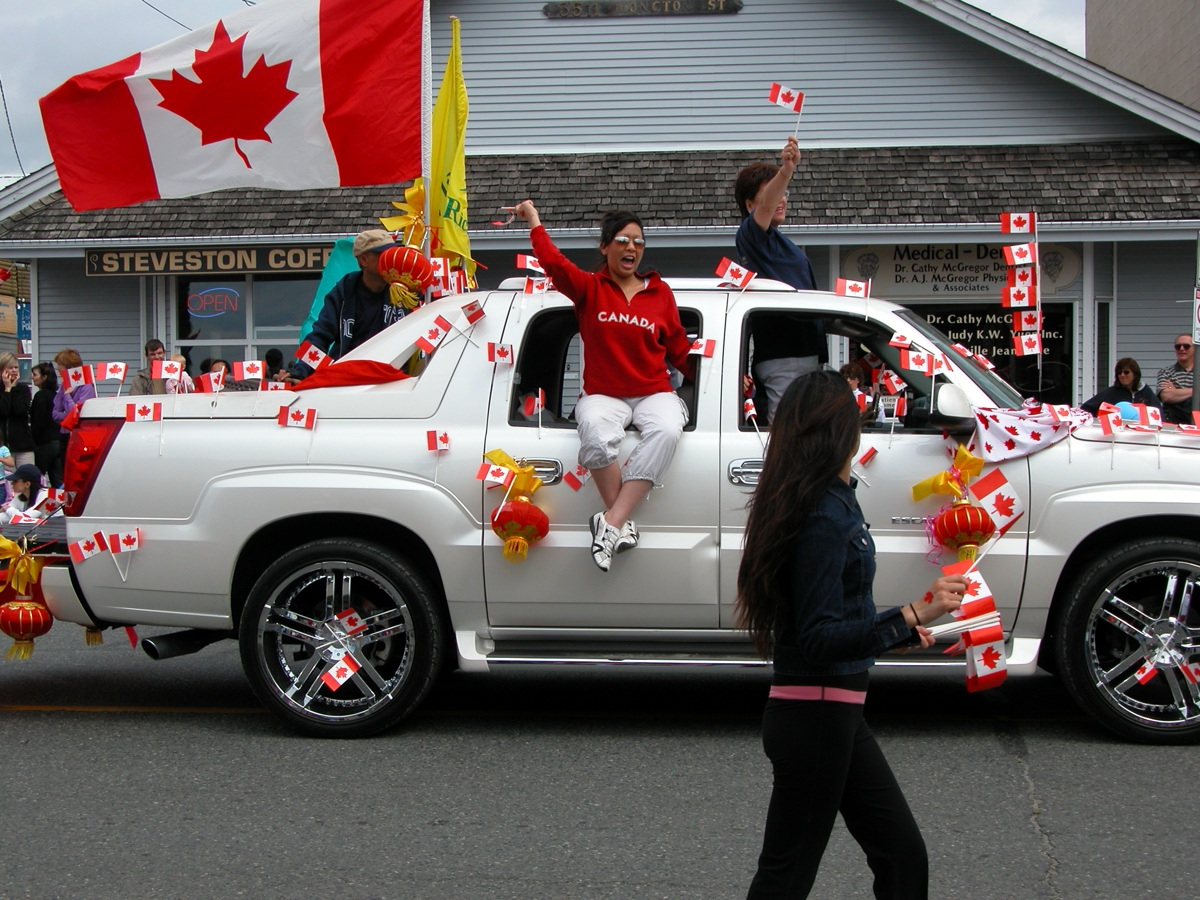
جشن روز کانادا در ریچموند، بریتیش کلمبیا

## تاریخچه
قانون اساسی۱۸۶۷ (در اصل به عنوان قانون بریتانیا شمال آمریکا، ۱۸۶۷ به تصویب رسید، و به عنوان قانون BNA نامیده می‌شود)، بخش عمدهٔ شکل دهنده قانون اساسی کانادا است. این قانون سلطه فدرال را ایجاد کرده و بسیاری از عملیات دولت کانادا، از جمله ساختار فدرال، مجلس عوام، مجلس سنا، دستگاه قضایی، و سیستم مالیات را تعریف می‌کند. این قانون، در سال ۱۹۸۲ با پاتریشن قانون اساسی به معنی پروسه استقلال مرحله‌ای کانادا به قانون اساسی (اصل توسط پارلمان انگلستان مصوب شد) تغییر نام داده شد. با این حال، قانون اساسی۱۸۶۷ هنوز با نام اصلی خود در سوابق پادشاهی متحده شناخته شده‌است. اصلاحات نیز در این زمان (در سال ۱۹۸۲) انجام شد: بخش 92A اضافه شده، که به استان‌ها کنترل بیشتری بر منابع طبیعی تجدید ناپذیر خود می‌دهد.

## جشن یکم ژوئیه
با تصویب قانون بریتانیای شمال آمریکا، کنفدراسیون کانادا در ۱ ژوئیه ۱۸۶۷ با زدن زنگ‌های کلیسای جامع سنت جیمز در تورنتو و آتش بازی و چراغانی، گشت و گذار، نمایش‌های نظامی و موسیقی و سایر تفریحات جشن گرفته شد، آنچنان که در حساب‌های معاصر توصیف شده‌است. در روز ۲۰ ژوئن سال بعد، فرماندار کل وایکانت مانک اعلام سلطنتی صادر و درخواست کرد مردم کانادا برای سالگرد کنفدراسیون جشن بگیرند. با این حال تعطیلات قانونی تا ۱۵ مه ۱۸۷۹، هنگامی که آن را به عنوان روز دومینیون در اشاره به تعیین کشور به عنوان یک دومینیون در قانون بریتانیای شمال آمریکا تعیین شد برقرار نشد. تعطیلات در ابتدا در تقویم ملی نبود و جشن‌ها توسط جوامع محلی برگزار می‌شد و فرماندار کل مهمانی در سالن Rideau ترتیب می‌داد. جشن رسمی تا سال ۱۹۱۷ برگزار نشد و پس از آن برای یک دهه جشنی گرفته نشد.
«هر ساله در روز اول ژوئن به عنوان روز ملی کانادا جشن گرفته می‌شود. کانادائی‌ها در سرتاسر کشور و در سرتاسر جهان در این روز غرور خود را به تاریخ، فرهنگ و دست‌آوردهای خود نشان می‌دهند. در این روز تمام کانادائی‌های بین هشت تا هجده سال خلاقیتهای خود را نشان می‌دهند.»
« «روز کانادا» روز ملی این کشور است که در اول ژوئیهٔ هرسال به‌مناسبت تصویب قانون اساسی آن (که در آن زمان با عنوان قانون اساسی «آمریکای شمالی بریتانیایی» شناخته می‌شد) جشن گرفته می‌شود، که به‌واسطهٔ آن سه مستعمره به‌عنوان یک کشور واحد به نام کانادا تحت لوای پرچم امپراتوری بریتانیا قرار گرفتند. در ابتدا نام آن روز دومینیون (روز حکومت) بود که در سال ۱۹۸۲ به روز کانادا تغییر پیدا کرد. برای بزرگداشت این روز، کانادایی‌ها در داخل و خارج از این کشور آئین‌هایی را برگزار می‌کنند
با تصویب قانون آمریکای شمالی بریتانیایی، در این روز که از آن با عنوان «روز تولد کانادا» یاد می‌شود، سه مستعمرهٔ بریتانیا در آمریکای شمالی با نام‌های نُووا اسکوشیا، نیو برانزویک و استان کانادا (که خود متشکل از دو بخش انتاریو و کبک بود)، در سال ۱۸۶۷ به‌صورت یک کشور واحد و مستقل درآمد و نحوهٔ اداره از جمله ساختار فدرال، مجلس عوام، مجلس سنا، دستگاه قضایی، و سیستم مالیاتی تعریف شد؛ در پی تصویب این قانون، کانادا به حکومتی مستقل تبدیل شد. هرچند پارلمان و کابینهٔ بریتانیا هنوز از حقوق محدودی برای کنترل سیاسی کشور جدید برخوردار بودند، که البته این حقوق محدود هم در سال ۱۹۸۲ به‌صورت کامل به کانادا واگذار شد.»

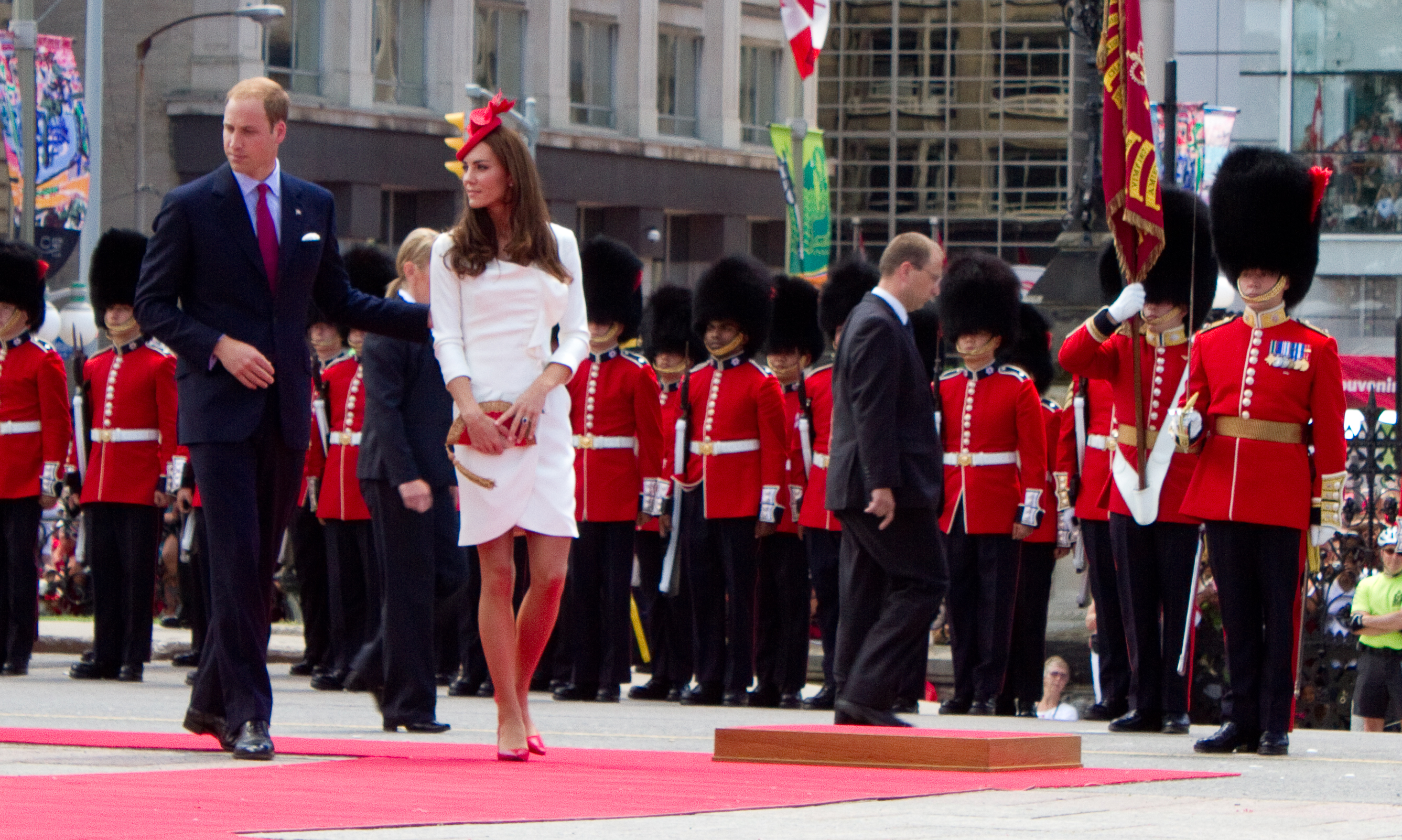
The Duke and Duchess of Cambridge at the official Canada Day celebration in Ottawa, 2011

«روز دومینیون اولین بار در روز اول ژوئیهٔ ۱۸۶۷ با به‌صدا درآوردن ناقوس کلیسای جامع سنت جمیز در تورنتو، آتش‌بازی، رژهٔ نیروهای نظامی و گروه‌های موسیقی و انجام برنامه‌های سرگرمی، جشن گرفته شد. در روز ۲۰ ژوئن سال بعد فرماندار کل، ویسکونت مانک، با انتشار بیانیهٔ سلطنتی از مردم کانادا درخواست کرد سالروز این اتحاد را جشن بگیرند. با این وجود تا ۱۵ مه سال ۱۸۷۹ طول کشید تا این روز به‌عنوان تعطیلی قانونی در نظر گرفته شود. در ابتدا این روز به‌صورت فراگیر در تقویم ملی ثبت نشد؛ تمام جشن‌ها و مراسم توسط جوامع محلی به‌صورت جداگانه برگزار می‌شد و فرماندار کل میزبان مراسمی در «ریدو هال» بود. از این رو تا سال ۱۹۱۷ هیچ جشنی به‌صورت رسمی وجود نداشت و پس از آن نیز فرایند رسمی و همگانی شدن مراسم جشن تا یک‌دهه به طول انجامید.»

## پی نویس
1. ↑  British North America Act, 1867
2. ↑  http://laws.justice.gc.ca/eng/Const/page-1.html
3. ↑  «نسخه آرشیو شده». بایگانی‌شده از اصلی در ۲۹ ژوئن ۲۰۱۶. دریافت‌شده در ۹ ژوئیه ۲۰۱۶.
4. 1 2  «نسخه آرشیو شده». بایگانی‌شده از اصلی در ۲ ژوئیه ۲۰۱۶. دریافت‌شده در ۸ ژوئیه ۲۰۱۶.